# Eurycentrum
Eurycentrum es un género de orquídeas Orchidaceae. Tiene siete especies. Es originario de Papúa a Vanuatu.

## Especies  deEurycentrum
- Eurycentrum amblyoceras  Schltr. (1921)
- Eurycentrum atroviride  J.J.Sm. (1929)
- Eurycentrum fragrans  Schltr. (1911)
- Eurycentrum goodyeroides  Ridl. (1916)
- Eurycentrum monticola  Schltr. (1911)
- Eurycentrum obscurum  (Blume) Schltr. (1905) - especie tipo
- Eurycentrum salomonense  Schltr.  (1905